# Natatolana arcicauda
Natatolana arcicauda är en kräftdjursart som först beskrevs av Holdich, Harrison och Bruce 1981.  Natatolana arcicauda ingår i släktet Natatolana och familjen Cirolanidae. Inga underarter finns listade i Catalogue of Life.